# ГЕС-ГАЕС Сфікія
ГЕС-ГАЕС Сфікія — гідроелектростанція на півночі Греції (периферія Центральна Македонія) на річці Аліакмон. Входить до складу створеного тут каскаду ГЕС, знаходячись між ГЕС Поліфіто (вище по течії) та ГЕС Ассомата. Є другою за потужністю станцією каскаду, поступаючись лише щойно згаданій Поліфіто.
Окрім виробництва електроенергії за рахунок природного стоку Аліакмона, станція може використовуватися в режимі гідроакумуляції, при цьому як нижній резервуар використовується водосховище греблі Ассомата. Введена в експлуатацію у 1985—1986 роках, ГЕС Сфікія стала першою грецькою гідроакумулюючою станцією.
У межах проекту Аліакмон перекрили земляною греблею висотою 82 та довжиною 220 метрів, на спорудження якої використали 1,6 млн м3 матеріалу. Вона утворила водосховище із площею поверхні до 4 км2 та об'ємом 20 млн м3 (корисний об'єм 18 млн м3). Виробництво електроенергії можливе при коливанні рівня водосховища між позначками 141,8 та 146,5 метра над рівнем моря.
Машинний зал обладнаний трьома оборотними турбінами типу Френсіс потужністю по 105 МВт.